# 投球王国ガシャーン
『投球王国GASHAAAAN』（とうきゅうおうこくガシャーン）はコナミ（現・コナミデジタルエンタテインメント）のアーケードゲームのシリーズ名である。
e-AMUSEMENT対応。但し、e-AMUSEMENT PASSには対応していない。

## 概要
プレイヤーがボールを画面に投げてミニゲームに挑戦するゲーム。上記のe-AMUSEMENTに対応している場合、期間限定ステージに挑戦できるほか、特別なモードに挑戦できる。
2009年から続編にあたる投球王国ガシャーンおかわりが稼働し、2009年9月30日にオンラインサービスを終了した。

## 登場人物
ホワイティ・B・金田
ゲームの進行。ステージ中に登場することも。全てが謎の人物
DO-BUT
アシスタント。プレイヤーのサポートとしてゲームに登場する。
- ミッシェル

第4アシスタントの青いネコ。性別は♂。アメリカ出身で帽子をかぶっている。一見怖いが、見かけによらず几帳面。公式サイトの日記などでミッチェルと誤記された事がある。誕生日は7月4日。
- エレーナ

第2アシスタントのピンクの象。性別は♀。フランス出身で熊のぬいぐるみを持っている。かなり腹黒いが寂しがりな面もある。誕生日は2月1日。
- トビー

第1アシスタントの黄色いウサギ。性別は♂。日本出身でナイトキャップをかぶっており、枕を持っている。火が好き。左耳に靴下が被さっている。また、当ゲームのスピンオフ作品であるのびてけ!ビョンビョン大作戦にも登場している。誕生日は1月1日。
- ケロヴィッチ

第3アシスタントの緑色のカエル。性別は♂。ロシア出身で「立候補」と書かれているたすきをかけ、だるまを持っている。夢はやはり国会議員。誕生日は6月6日。

## モード
- 並なげ！

全7ステージ（e-AMUSEMENTに対応の場合旬ステージ2つを加え9ステージ）を攻略していく。
各ステージにはノルマが設定されており、ノルマをクリアすれば次のステージに進める。ノルマをクリアできなかった場合は即ゲームオーバーとなる。
各ステージにおいて成績上位3名にはメダルが与えられる。また、ステージ終了後のボーナスチャンス（的当て）を成功させた場合も1枚加算される。
獲得したメダルの量でプレイヤー間の順位が決まる。
獲得メダル数
1位 3枚
2位 2枚
3位 1枚
4位 0枚
ボーナスチャンス成功 +1枚
- みんなげ！

挑戦するためには2人以上のプレイヤーが参加しなければならない。挑戦者人数+1ステージを攻略する。（最高5ステージ）
挑戦できるステージはどのキャラクターでプレーするかによって変わる。
ミッシェル　一虫千金！幻のヘラクレス！
エレーナ　ボトル・ザ・デストロイ！
トビー　咲け想い出花火！
ケロヴィッチ　急げ！脱出大作戦！
ゲームは団体戦。全員でノルマ達成を目指し、クリアすれば次のステージに挑戦できる。
選択できるステージを全て攻略するとファイナルステージに挑戦する。
ボーナスチャンスはファイナルステージ終了後のみ。リーダーの決定のみである。
- ガンなげ！

挑戦するためにはe-AMUSEMENTに接続している必要がある。全3ステージを挑戦し、プレイヤーの投球レベルを判定する。途中で他のプレイヤーが乱入することはできない。
ボトル・ザ・デストロイ！、急げ！脱出大作戦！、咲け想い出花火！の3ステージをプレーし、成績によって6段階の評価（低い方から順にベビー・ピープル・マシーン・ヒーロー・キング・ゴッド）と投球偏差値が出される。途中でゲームオーバーになることはない。
成績はe-AMUSEMENTを通じ集計されるため、日によって成績のラインも変動する。
実力が問われるため「初心者お断り」と表示されている。

## ステージ

### 通常ステージ
1年を通してプレーすることができるステージ。
- 咲け！想い出花火！（花）

下から上ってくる火ダネにボールを当てて花火を咲かせる。近くに他の火ダネがあると連鎖して咲かせることができる。後半では一列に火ダネが上がるので連鎖もしやすくなり得点を稼ぐことができる。制限時間内にノルマ分花火を咲かせることができればクリア。
難易度は低くクリア率も高いが、ノルマが100発を超えると難易度が上がる。
- ボトル・ザ・デストロイ！（割）

戸棚に入っているビンやグラスにボールを投げ割っていく。最後にはプレイヤーキャラが大量のビンを持っており、大量得点も可能。また、キャラに当てると全て破壊することができる（キャラクターがビンの土台に潰される演出が入る）。
第1ステージとして登場することが多く、最後の大量得点のおかげでノルマクリアも簡単である。
- 急げ！脱出大作戦！（脱）

上から落ちてくるトゲ付き天井に押しつぶされる前にガラスにボールを数回当てて壊し脱出させる。脱出までわずかだがタイムラグがあるため破壊に成功しても脱出に失敗することもある。
e-AMUSEMENT対応の筺体では第3ステージとして登場するが、ときには3秒ほどの間に8発も当てなければならないなど難易度はゲーム内で一二を争う。
- 食われるな！恐竜達の午後！（喰）

下から恐竜がプレイヤーキャラを食べようと襲ってくるのでボールを当てて撃退する。1回目〜3回目までは下にある肉が食べられるが4回目でプレイヤーキャラが食べられゲームオーバーとなる。
また、プレイヤーキャラに当てるとキャラの位置が下がってしまう。
一定時間耐えきるとプレイヤーキャラが見えなくなるほどの超巨大恐竜が画面いっぱいに襲ってくる。全員で数発当てて撃退することができればクリア。
恐竜の動きは遅いがときどき速い恐竜が出るためノーミスは難しいものの難易度は低め。
- どっちが！料理でショー！（味）

プレイヤーキャラの上にある料理にボールを当てて落とし食べさせる。1つ食べるたびに1カロリー加算。食べ物でない物（ペンキ、包丁、手榴弾など）を当ててしまうとタイムロスとなる。制限時間内に得たカロリーがノルマを上回ればクリア。
今までの成績でノルマが決まるとはいえ、10カロリー超えすら難しく、場合によっては筺体1位（デフォルト）が15カロリーにもかかわらず20カロリーがノルマになるなど難易度設定が非常に厳しい。
- 比例代表？！議席争ダーツ戦！（票）

プレイヤーキャラがの持つ的にボールを当てて議席を獲得する。真ん中に当てるほど獲得議席数が多くなる。（1人、3人、5人の3エリアに分かれている。）プレイヤーキャラに当ててしまうとプレイヤーが怒って激しく動いてしまいタイムロス。
また、時間とともにお邪魔キャラのホワイティも議席を獲得してしまい時間が短くなってしまう。
200議席埋まると終了。獲得議席がノルマを超えればクリア。
ノルマはプレー人数で決まり、1人プレーだと1人で半分の100議席と難易度が高いが4人プレーだと1人30〜40議席程度となる。しかし、多人数プレーではあまりに1人が取りすぎると他の人がクリアできない事態になることもある。
- 地球を守れ！（？）（ファイナルステージ）

前半は降ってくる隕石にボールを当てて破壊する。大きく当てやすい隕石ほど落下速度が速く、小さく当てにくい隕石ほど落下速度が遅い。自分のテリトリーに隕石が一つでも落ちてしまうと失格。ただし、全員が失格しない限り即ゲームオーバーにはならない。
後半は画面の半分を覆う超巨大隕石の破壊に挑戦。全員で協力し完全に落下する前に破壊することができればクリア。
1人プレーでは関係のないところに隕石が落下することもあるが自分の場所さえ守ればOK。
前半は小さい隕石が手ごわく、ラストの巨大隕石は何十発も当てなければならないが、制限時間は比較的あるためクリア率はそこそこ。

### 旬ステージ
e-AMUSEMENT対応筺体でのみ2カ月ごとに違ったゲームに挑戦できる。
- サクラサク?!投大合格発表!!（3、4月配信）（合）

30秒以内に24個の番号の中から自分の受験番号にボールを当てることができればクリア。間違って当ててもペナルティは無い。
時間が豊富にあり1回当てるだけでクリアのため非常に簡単。
- タンポポ、何ポポ?（3、4月配信）（咲）

空を飛んでいるタンポポの綿毛にボールを当てて咲かして行く。当てた綿毛に他の綿毛を巻き込むことができれば高得点も可能。
制限時間内にノルマ以上タンポポを咲かすことができればクリア。（単位はポポ）
一人プレーの場合、自分のテリトリー内でなければカウントされないので注意。
- 一虫千金!幻のヘラクレス!（5、6月配信）（虫）

木を登りながら途中にいる虫にボールを当てて捕獲していく。当てた虫は他の虫を巻き込むこともある。
ラストはヘラクレスの捕獲チャンス。数発当てて捕獲することができれば高得点。
それぞれの虫には評価額が設定されている。捕獲した虫の総評価額がノルマを超えればクリア。
- 百発百中!ウイリアムってる!（5、6月配信）（射）

それぞれのプレイヤーキャラの頭上に置いてあるリンゴにボールを投げ破壊していく。
リンゴは当てるたびに小さくなる。プレイヤーキャラに当ててしまうとタイムロス。
制限時間内にノルマ以上リンゴに当てることができればクリア。（単位はアポゥ）
- 清めろ悪霊!浄化ダマ!（7、8月配信）（呪）

奥からやってくる霊にボールを当てて撃退する。時には突然画面から現れることも。
霊に取りつかれると命のロウソクの残りが減少。取りつかれた場合もボールを当てて取り払う。
タイムアップ（夜明けまでの時間と表記。1分が1秒分）までにロウソクを1cmでも残せればクリア。途中でロウソクが尽きた場合は失格。
- スピード＠スズメバチ（7、8月配信）（刺）

大量にやってくるスズメバチの群れにボールを当てて撃退する。スズメバチはプレイヤーキャラを襲うが3回目までは風船を割り、4回目でプレイヤーキャラを刺す。刺されると失格。30秒間耐えきればクリア。
恐竜達の午後と似ているが、動きが速いため難易度は高い。
- はじけろ!夢ふうせん（9、10月配信）（裂）

下からあがってくる風船を割っていく。同じ色の風船が隣り合っていると連鎖して割れていく。制限時間内に一定個数割ることができればクリア。
タンポポと同じく自分のテリトリーで割らないと得点にならない。
- 実録!ゾンビマンションの怪!（9、10月配信）（屍）

エレベーターの扉を開けた先にいるゾンビにボールを当てて襲われているプレイヤーキャラを救出する。救出が遅い場合、プレイヤーキャラに当ててしまった場合はミスとなる。制限時間内にノルマ数救出すればクリア。
- すごろく!ぐるぐるーレット!（11、12月配信）（遊）

自分のテリトリーで回転しているルーレットにボールを当ててルーレットを止める。止まった所の数だけキャラがすごろくを進む。制限時間内にゴールできればクリア。順位はゴールへの到着順で決まる。
すごろくのマスには特殊なマスもある。
×2、×3　次に止めたルーレットの数が2倍、3倍になる。
ワープ  ワープ先のマスにジャンプする。一気に進める半面、大幅に後戻りしなければならないことも。
爆弾 大幅に後ろに戻されてしまう。
投球技術よりもタイミングや運が重要なステージとなっている。
- はた迷惑!ネズミ大運動会!（11、12月配信）（噛）

画面上方からアミダのルールで配管を通りやってくるネズミにチーズを食べさせないようボールを当てて撃退する。ただし、ネズミは一度当てるだけでは気絶するだけで、完全に撃退するには2回当てる必要がある。
自分の所に来てしまうとチーズを食べてしまう。チーズを食べている間も撃退することか出来る。
一定時間、チーズを守りきることができればクリア。一定時間経過する前にチーズを全て食べられ人形をかじられてしまうと失格。
速く正確にボールを当てるのはもちろんのこと、ネズミの行動を読めるかが勝負のカギ。
- 疾風怒濤!燃え燃え機関車!（1、2月配信）（炭）

自分の機関室の扉が開いているときにボールを投げ込み機関車を加速させる。一度に多くのボールを入れると速く進むことができる。
制限時間内に一定距離走ることができればクリア。
- 危機一髪!激突暴走戦車!（1、2月配信）（戦）

遠くからくる戦車にボールを当てて破壊する。制限時間内に破壊できればクリア。破壊できずに潰されてしまうと失格。
脱出大作戦と似ているが、最初は的が小さいものの時間に余裕があるため難易度は低い。